# Cymothoa recifea
Cymothoa recifea is een pissebed uit de familie Cymothoidae. De wetenschappelijke naam van de soort is voor het eerst geldig gepubliceerd in 2005 door Thatcher & Fonseca.